# Taufee Skandari
Taufee Skandari (2 aprile 1999) è un calciatore afghano, centrocampista dell'Abu Muslim.

## Carriera

### Club
Nato a Kabul, all'età di un anno ha seguito la famiglia nel Regno Unito, in cui è cresciuto; inizia a giocare a calcio in questo Paese: la sua prima esperienza con una prima squadra arriva all'età di diciotto anni nella stagione 2017-2018, quando gioca 2 partite in Hellenic Football League (nona divisione inglese) con il Windsor; dopo breve tempo passa in Essex Senior Football League (sempre nona divisione) al Woodford Town, dove rimane per il resto dell'annata in questione. Nell'estate del 2018 va a giocare in Austria al Bischofshofen, club della terza divisione locale, che lascia dopo 12 presenze per trasferirsi nella prima divisione turca al Bursaspor, dove rimane nella seconda metà della stagione 2018-2019, senza tuttavia mai scendere in campo in partite ufficiali. Dopo un periodo di inattività nella stagione 2020-2021 torna in Inghilterra, accordandosi con i semiprofessionisti del Northwood per giocare nella South Division della Isthmian League (ottava divisione); di fatto, complice la molto prematura interruzione dei campionati per via della pandemia di Covid-19, gioca tuttavia solamente 2 partite con questo club. Rimane nella piramide calcistica inglese anche durante la stagione 2021-2022, nella quale mette a segno 10 reti in 33 presenze nella Southern Football League Division One Central (ottava divisione); milita in ottava divisione anche nella prima metà della stagione 2022-2023, in cui è autore di 6 reti in 20 presenze con il New Salamis London.
Nel gennaio del 2023 lascia il Regno Unito per andare a giocare nella prima divisione delle Fær Øer al B36 Tórshavn, con cui segna 3 reti in 20 partite di campionato giocate e con cui fa anche il suo esordio nelle competizioni UEFA per club, disputando 6 partite nei turni preliminari di Conference League. Prosegue la sua carriera professionistica trascorrendo il 2024 nella prima divisione indonesiana al PSIS Semarang, con cui disputa 7 partite di campionato. Si trasferisce quindi al Lee Man, club della prima divisione di Hong Kong, con il quale nella seconda metà della stagione 2024-2025 gioca 10 partite in questo torneo, concluso con un secondo posto in classifica. Nell'estate del 2025 torna in patria, per giocare con l'Abu Muslim nella prima divisione afghana.

### Nazionale
Nel 2023 ha esordito nella nazionale afghana.